# 北海道道404号上湧別停車場線
北海道道404号上湧別停車場線（ほっかいどうどう404ごう かみゆうべつていしゃじょうせん）は、北海道紋別郡湧別町内を結ぶ一般道道（北海道道）である。

## 概要

### 路線データ
- 起点：北海道紋別郡湧別町上湧別屯田市街地（旧JR北海道 名寄本線 上湧別駅跡）
- 終点：北海道紋別郡湧別町上湧別屯田市街地（国道242号交点）
- 路線延長：0.1 km（総延長）

## 歴史
- 1961年（昭和36年）3月31日 - 路線認定[1]。

## 地理

### 通過する自治体
- オホーツク総合振興局
  - 紋別郡湧別町

### 交差する道路
湧別町
- 国道242号 - 上湧別屯田市街地（終点）